# Liste der Äbte von Schussenried

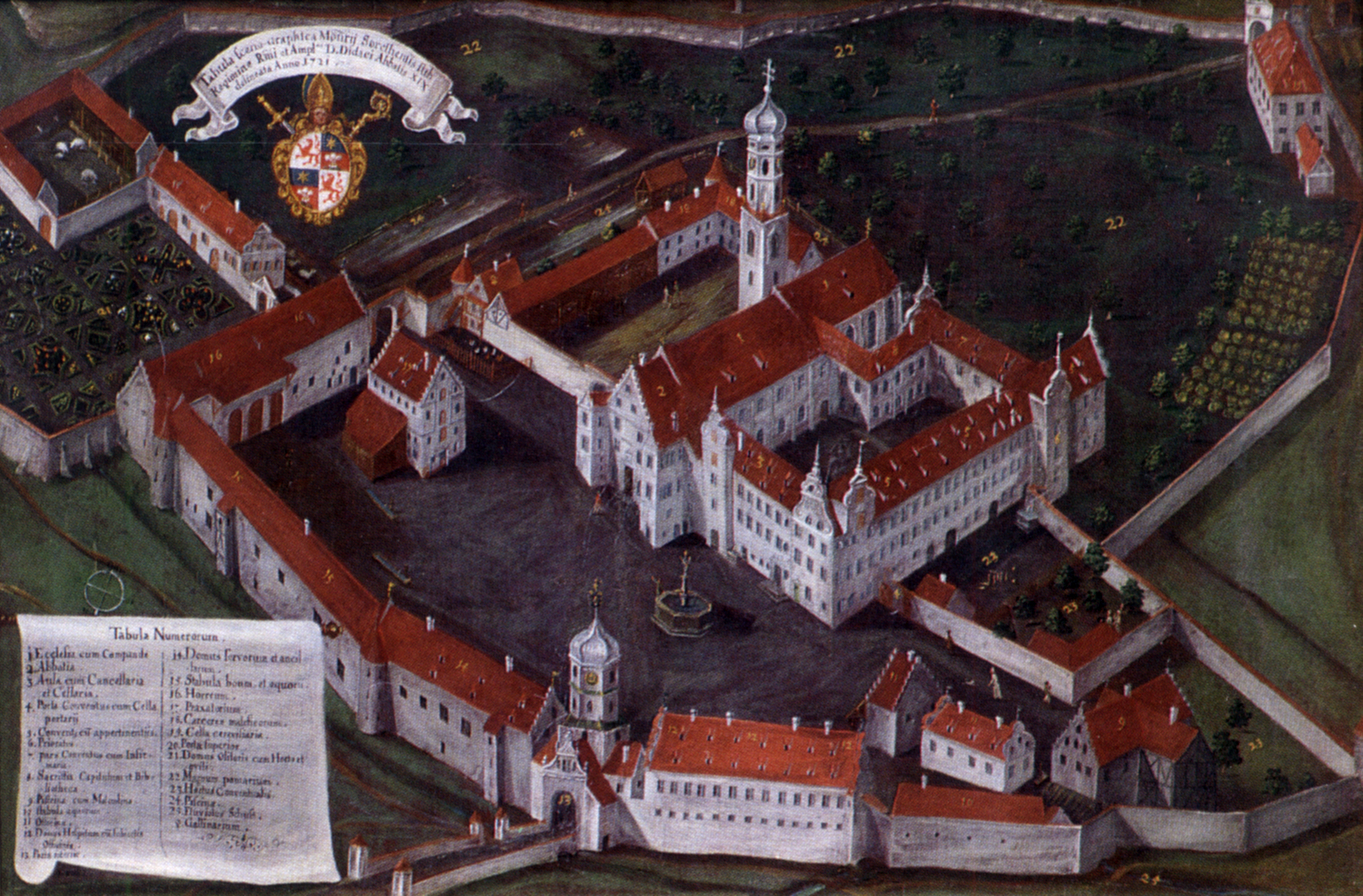
Kloster Schussenried, 1721

Dies ist eine Liste der Pröpste und Äbte des Klosters Schussenried in Bad Schussenried, Oberschwaben, von der Gründung 1183 bis zur Auflösung des Klosters Schussenried des Prämonstratenserorden im Jahr 1802. Die Äbte der Reichsabtei Schussenried waren als Reichsprälaten Mitglieder des Schwäbischen Reichsprälatenkollegiums des Reichstages des Heiligen Römischen Reiches.

## Pröpste
Die Wappen der Pröpste werden nach Bernhard Rueß' Aufsatz Schussenrieder Wappen (1930–1932) angegeben und entsprechen der Traditionsbildung im Kloster (nach einem Lavabo von 1706 und dem „Silberbuch“ des P. Franz Mayer von 1705); sie sind jedoch sicherlich großteils apokryph. Die Wappenbeschreibungen nach Rueß sind nicht vollständig, insbesondere fehlt bei vielen die Tingierung. Die gezeigten Porträts nach dem Silberbuch sind Produkte der Fantasie des Zeichners des 18. Jahrhunderts.
| Nr. | Name                    | Amtszeit  | Herkunftsort            | Porträt | Wappen | Wappenbeschreibung | Bemerkung                                                         |
| --- | ----------------------- | --------- | ----------------------- | ------- | ------ | --- | ----------------------------------------------------------------- |
| 1   | Friedrich               | 1183–1188 |                         |         |        | Zwei gekreuzte Schlüssel vor einem nach oben gerichteten Schwert (Attribute von Peter und Paul wie im Wappen des Klosters Weißenau).                        | vorher in Weißenau                                                |
| 2   | Mangold                 | 1188–1192 |                         |         |        | Ein Fisch (Karpfen) mit einem Ring im Maul. | vorher in Rot an der Rot                                          |
| 3   | Menfried                | 1205–1208 |                         |         |        | Auf einem Dreiberg eine aufgerichtete Roggengarbe. | vorher in Roggenburg                                              |
| 4   | Luither                 | 1208–1209 |                         |         |        | Geteilt und mit einem Querbalken belegt; oben drei sechsstrahlige Sterne, unten drei fünfblättrige Rosen.                                                   |                                                                   |
| 5   | Burkhard                | 1209–1215 | Biberach an der Riß     |         |        | Ein mit einem schreitenden Biber belegter Schrägbalken. | zog 1215 nach Ursberg                                             |
| 6   | Konrad I. von Besserer  | 1215–1218 | Ulm                     |         |        | Geteilt, oben ein Greif, unten ein Fisch mit einem Ring im Maul. (Entspricht nicht dem bekannten Doppelbecher-Familienwappen der Besserer.)                 | vorher in Rot an der Rot; aus der Ulmer Patrizierfamilie Besserer |
| 7   | Menfried II.            | 1218–1220 |                         |         |        | | entspricht eventuell Nr. 3 (zweite Amtszeit)                      |
| 8   | Rudolf                  | 1221–1222 |                         |         |        | Dreigeteilt, oben und unten je zwei gekreuzte Schlüssel (Petrusschlüssel), in der Mitte eine Lilie.                                                         | vorher Subprior in Weißenau.                                      |
| 9   | Konrad II.              | 1223–1248 |                         |         |        | Dreigeteilt, oben und unten je ein sechsstrahliger Stern, in der Mitte in dunklem Feld ein Stern und eine Mondsichel.                                       | vorher in Obermarchtal                                            |
| 10  | Bertold I.              | 1248–1278 |                         |         |        | Ein Mauerhaken, begleitet von einer Sonne und von einer Mondsichel. Helmzier: Ein Kopf mit zwei Hifthörnern geschmückt.                                     | wohl aus der Familie der Schenken von Winterstetten               |
| 11  | Ortholf I. von Wielin   | 1278–1281 | Michelwinnaden          |         |        | Ein Ritter mit gezücktem Schwert in der erhobenen Rechten. (Entspricht nicht dem Familienwappen der Wielin: in Gold ein schwarzer Querbalken.)              | aus dem Geschlecht der Ritter von Wielin                          |
| 12  | Heinrich I.             | 1282–1290 | Ehingen                 |         |        | In Silber ein in der Mitte mit Rauten belegter Querbalken.                                                                                                  |                                                                   |
| 13  | Albert                  | 1290–1302 |                         |         |        | Dreigeteilt, oben und unten in Blau je ein gleichseitiges schwarzes Kreuz, in der Mitte ein stehender Vogel (Ente?).                                        |                                                                   |
| 14  | Konrad III.             | 1302–1326 |                         |         |        | Dreigeteilt, oben und unten je ein Hifthorn, in der Mitte ein Stern über einem goldenen Messkelch.                                                          |                                                                   |
| 15  | Ortholf II. Schorp      | 1326–1356 | Meersburg               |         |        | Auf einem Dreiberg eine Burg mit zwei Rundtürmen, auf dem dazwischen befindlichen Treppengiebel eine einen Stab haltende Figur.                             | aus dem adligen Geschlecht der Schorpen                           |
| 16  | Bertold II. von Altheim | 1356–1363 | Altheim                 |         |        | Ein aufrechter gekrönter Löwe, der in der aufgeworfenen rechten Pranke ein Schwert hält, während er die linke auf einen kleinen ovalen Wappenschild stützt. | angeblich aus dem Geschlecht der Edlen von Altheim                |
| 17  | Johannes I. von Veser   | 1363–1371 | Otterswang              |         |        | Auf einem Dreiberg ein Messkelch, auf dessen Kuppa drei Dinkelähren („Vesen“-Ähren) begleitet links und rechts von je einem sechsstrahligen Stern.          | aus dem Geschlecht der Herren von Feser/Veser                     |
| 18  | Hiltbrand von Wielin    | 1371–1404 | Michelwinnaden          |         |        | Ein Ritter mit gezücktem Schwert in der erhobenen Rechten. (Entspricht nicht dem Familienwappen der Wielin: in Gold ein schwarzer Querbalken.)              | aus dem Geschlecht der Ritter von Wielin                          |
| 19  | Konrad IV.              | 1404–1420 |                         |         |        | Geteilt und mit einem roten Querbalken belegt, oben und unten je eine dreiblättrige Krone.                                                                  |                                                                   |
| 20  | Johannes II. Rothmund   | 1420–1438 | Schussenried            |         |        | Dreigeteilt, oben der Buchstabe R, in der Mitte von Silber und Schwarz geschacht, unten in Silber der Buchstabe M.                                          | erwarb Otterswang                                                 |
| 21  | Konrad V. Rauber        | 1438–1466 | Biberach an der Riß (?) |         |        | In Gold ein schwarzer Rabe, der einen Ring im Schnabel hält.                                                                                                | ab 1440 erster Abt                                                |

## Äbte (ab 1440)
Die Wappenbeschreibungen nach Rueß entsprechen nicht immer ganz den in historischen Gemälden (etwa der Porträtgalerie der Äbte) oder Skulpturen (an Kirchen, Pfarrhäusern, Epitaphen) abgebildeten Wappen. Rueß’ ausufernde Beschreibungen wurden zudem für diese Liste gestrafft. Außerdem sind zahlreiche der abgebildeten Wappen vom Klosterwappen begleitet bzw. mit diesem geviert.
| Nr. | Name                      | Amtszeit  | Herkunftsort            | Geboren          | Gestorben          | Porträt | Wappen                                   | Wappenbeschreibung | Bemerkung |
| --- | ------------------------- | --------- | ----------------------- | ---------------- | ------------------ | ------- | ---------------------------------------- | --- | --- |
| 1   | Konrad V. Rauber          | 1438–1466 | Biberach an der Riß (?) |                  | 1475               |         |                                          | In Gold ein schwarzer Rabe, der einen Ring im Schnabel hält. | |
| 2   | Peter Fuchs (Petrus Fux)  | 1467–1480 | Markdorf                |                  | 1481               |         |                                          | In Silber ein natürlicher Fuchs (im „Silberbuch“: mit Gans in der Schnauze). | |
| 3   | Heinrich II. Österreicher | 1480–1505 |                         |                  | 1505               |         |                                          | In Blau über grünem Dreiberg ein goldener, fünfstrahliger Stern. | Doktor beider Rechte, kaiserlicher Rat. Erbauer des Chors der Klosterkirche. |
| 4   | Johannes III. Wittmayer   | 1505–1544 | Mengen                  | um 1468          | 1546               |         |                                          | In Silber auf einem Dreiberg ein kleines goldenes Kreuz, überhöht von zwei gekreuzten schwarzen Pilgerstäben. | Erhielt das Regal des Blutbanns, daher erster Prälat, der neben dem Krummstab auch das Schwert im Wappen führte. |
| 5   | Gallus Müller             | 1544–1545 | Ehingen                 |                  | 21. März 1545      |         |                                          | In Blau ein goldenes Mühlrad. | |
| 6   | Jakob Renger              | 1545–1552 | Ravensburg              |                  | 18. März 1552      |         |                                          | In Gold auf einem Dreiberg ein schwarzer Buchstabe M (wohl für „Maria“), darüber ein schwarzes Kreuz. | |
| 7   | Benedikt Wall (Wahl)      | 1552–1575 | Pfullendorf             |                  | 1575               |         |                                          | In Blau auf einem Dreiberg der goldene Buchstabe W, darüber ein goldener Stern. | |
| 8   | Oswald Escher             | 1575–1582 | Engen                   |                  | 28. September 1582 |         |                                          | In Gold ein blauer Schrägbalken, belegt mit einem goldenen Fisch (Äsche). | |
| 9   | Ludwig Mangold            | 1582–1604 | Lippertsweiler          |                  | 17. November 1604  |         |                                          | In Silber über einem grünen Dreiberg das Brustbild eines behuteten schwarzgekleideten Mannes, der mit seinen hocherhobenen Händen drei Mangoldpflanzenstengel emporhält.                                                                     | |
| 10  | Christoph Müller          | 1604–1606 | Meersburg               |                  | 14. Mai 1606       |         |                                          | In Silber ein schwarzes Mühlrad. | erster infulierter Abt |
| 11  | Martin Dietrich           | 1606–1621 | Ehingen                 |                  | 1629               |         | Wappenscheibe                            | In Silber zwei schwarze, gekreuzte Nachschlüssel (Dietriche). Eine zeitgenössische Glasscheibe zeigt das Wappen in abweichenden Farben: in Blau zwei goldene, gekreuzte Nachschlüssel.                                                       | |
| 12  | Matthäus Rohrer           | 1621–1653 | Biberach an der Riß     | 25. Februar 1595 | 7. Dezember 1654   |         |                                          | Geteilt von Gold und Schwarz, oben Feld drei schwarze Weiherrohre, unten drei goldene Flammen. | Wappen über der Eingangstür an der Westfront des Alten Klosters Schussenried. |
| 13  | Mathias Binder            | 1653–1655 | Rottweil                |                  | 17. Januar 1656    |         |                                          | In Rot ein silberner steigender Widder. | |
| 14  | Augustin Arzet            | 1656–1666 | Konstanz                |                  | 1. Juli 1666       |         |                                          | Quadriert. Feld 1 und 4: das Klosterwappen (in Silber ein roter Löwe); Feld 2: in Silber ein schwarzer Prälatenhut; Feld 3: gespalten von Schwarz und Gold, ein sechsendiges Hirschgeweih mit gewechselten Farben.                           | |
| 15  | Bernhard Henlin           | 1666–1673 | Steinhausen             |                  | 14. Mai 1673       |         |                                          | Gespalten von Blau und Gold; heraldisch rechts ein silberner, linksgekehrter und heraldisch links ein schwarzer, rechts gekehrter Hahn. (Im „Silberbuch“ jedoch nur ein ungeteilter Schild mit einem Hahn.)                                  | Erbauer der Beamtenwohnung (heute Apotheke) in Schussenried. |
| 16  | Vincentius Schwab         | 1673–1683 | Konstanz                | um 1639          | 1704               |         |                                          | In silber auf grünem Dreiberg drei Blumen mit roten Blüten und grünen Blättern. | |
| 17  | Tiberius Mangold          | 1683–1710 | Hagnaufurt              | 18. März 1655    | 14. Mai 1716       |         |                                          | In Silber über einem grünen Dreiberg das Brustbild eines behuteten schwarzgekleideten Mannes, der mit seinen hocherhobenen Händen drei Mangoldpflanzenstengel emporhält.                                                                     | Wappen am Hauptaltar der Pfarrkirche St. Margaretha in Obereisenbach, Wappenstein (Spolie) in der Pfarrkirche Oggelshausen. |
| 18  | Innozenz Schmid           | 1710–1719 | Reichenbach             | 12. April 1648   | 25. September 1719 |         | Hochaltar der Klosterkirche Schussenried | In Rot ein silberner Vogel Strauß mit einem Hufeisen im Schnabel. (Im Wappenrelief am Hochaltar der Klosterkirche fehlt das Hufeisen). | Erbauer des Schussenrieder Hochaltars und Chorgestühls sowie des Pfarrhauses in Otterswang. Wappen am Pfarrhaus Oggelshausen (Landschulheim), am Pfarrhaus Otterswang, am Hochaltar und am Chorgestühl in Schussenried.                                                                                         |
| 19  | Didacus Ströbele          | 1719–1733 | Biberach an der Riß     | 2. Januar 1686   | 9. September 1748  |         |                                          | Geteilt von Blau und Rot; oben ein goldener Stern, unten über einem Dreiberg ein Federbausch (Rueß schreibt von drei roten Blumen auf grünem Grund; dies entspricht allerdings nicht den Darstellungen auf den Porträts).                    | Erbauer der Wallfahrtskirche Steinhausen. |
| 20  | Siard I. Frick            | 1733–1750 | Mengen                  | 13. Mai 1679     | 8. Februar 1750    |         | Wallfahrtskirche Steinhausen             | Geteilt von Gold und Blau; oben aus der Teilungslinie wachsend ein schwarzer Adler, den Kopf nach links gewendet, unten ein schreitender goldener (laut Rueß: naturfarbener, gelber) Löwe, der mit der rechten Vordertatze einen Pfeil hält. | Barockisierung der Schussenrieder Klosterkirche. Wappen als Fresko über der Orgel in der Pfarrkirche St. Magnus, Wappen an der ehemaligen Zehntscheune (heute Wohnhaus) in Winterstettendorf (Waldseestraße 7), Wappen am Rathaus Eberhardzell, Wappen auf seinem Epitaph im ehemaligen Kreuzgang Schussenried. |
| 21  | Magnus Kleber             | 1750–1756 | Riedlingen              | 20. April 1684   | 10. März 1756      |         | Neues Kloster Schussenried               | In Rot ein goldener Löwe mit einem dreiblättrigen Kleeblatt in seiner erhobenen rechten Vordertatze, belegt mit einem blauen Schräglinksbalken, darin drei sechszackige Sterne.                                                              | Erbauer des „Neuen Klosters“. Wappen über dem Haupteingang des nördlichen Westflügels des Konventsbaus Schussenried, Wappen außen an St. Jakobus in Riß-Federbachtal über dem Seiteneingang. |
| 22  | Nikolaus Kloos            | 1756–1775 | Biberach an der Riß     | 1. August 1718   | 5. September 1775  |         |                                          | In Rot drei goldene Ringe. | Erbauer des Bibliothekssaals. Wappen im Bibliotheksaal im Deckenstuck, am Pfarrschloß Stafflangen, außen an der Pfarrkirche St. Remigius Stafflangen. |
| 23  | Joseph Krapf              | 1775–1791 | Michelwinnaden          | 17. Februar 1734 | 3. November 1791   |         | Pfarrkirche Otterswang                   | In Blau eine goldene Vase mit drei goldenen Lilien. | Erbauer der Pfarrkirche Otterswang. Wappen am Chorbogen der Pfarrkirche Otterswang. |
| 24  | Siard II. Berchtold       | 1791–1802 | Füssen                  | 9. Dezember 1738 | 3. Dezember 1816   |         |                                          | in Silber auf grünem Grund ein schreitender naturfarbener Hirsch. | Letzter Abt von Schussenried, Abdankung am 1. Dezember 1802. Wappen innen in der Pfarrkirche St. Remigius Stafflangen am Hauptaltar und an beiden Seitenaltären. |